# Dênis Marques
Dênis Marques (22 de febrero de 1981) es un exfutbolista brasileño que se desempeña como delantero.
Jugó para clubes como el Mogi Mirim, Al-Kuwait, Atlético Paranaense, Omiya Ardija, Flamengo, Santa Cruz y ABC.

## Trayectoria

### Clubes
| Club                | País   | Año         |
| ------------------- | ------ | ----------- |
| Mogi Mirim          | Brasil | 2002 - 2003 |
| Al-Kuwait           | Kuwait | 2003 - 2004 |
| Atlético Paranaense | Brasil | 2004 - 2007 |
| Omiya Ardija        | Japón  | 2007 - 2009 |
| Flamengo            | Brasil | 2009 - 2010 |
| Santa Cruz          | Brasil | 2012 - 2013 |
| ABC                 | Brasil | 2014        |

## Palmarés

### Campeonatos nacionales
| Competición                     | Equipo              | País   | Año        |
| ------------------------------- | ------------------- | ------ | ---------- |
| Campeonato Paranaense           | Atlético Paranaense | Brasil | 2005       |
| Campeonato Brasileño de Serie A | Flamengo            | Brasil | 2009       |
| Campeonato Pernambucano (2)     | Santa Cruz          | Brasil | 2012, 2013 |
| Campeonato Brasileño de Serie C | Santa Cruz          | Brasil | 2013       |

### Distinciones individuales
| Distinción                                              | Año        |
| ------------------------------------------------------- | ---------- |
| Goleador de la Copa de Brasil (5 goles)                 | 2007       |
| Goleador del Campeonato Pernambucano (15 goles)         | 2012       |
| Goleador del Campeonato Brasileño de Serie C (11 goles) | 2012       |
| Mejor delantero del Campeonato Pernambucano (2)         | 2012, 2013 |
| Mejor jugador del Campeonato Pernambucano               | 2013       |